# Pseudaletia separata
Pseudaletia separata là một loài bướm đêm trong họ Noctuidae.